# هاربورگ (ناحیه)
هاربورگ (به آلمانی: Landkreis Harburg) یک ناحیه در آلمان است که در نیدرزاکسن واقع شده‌است.